# 랭캐스터 스카이
《랭캐스터 스카이》(Lancaster Skies)는 제2차 세계 대전의 영국 폭격단에 초점을 맞춘, 영국에서 제작된 칼럼 번 감독의 2018년 액션, 전쟁 영화이다. 1940년대, 1950년대의 영국 전쟁 영화들에 경의를 표하기 위해 제작되었다. 제프리 먼델 등이 주연으로 출연하였다.

## 출연

### 주연
- 제프리 먼델
- 데이비드 돕슨
- 크리스 새들러